# Карл Ернст Генріх Шмідт
Карл Ернст Генріх Шмідт (нім. Carl Ernst Heinrich Schmidt) (13 червня 1822, Митава — 27 лютого 1894, Дерпт
) — естонсько-німецький хімік у Російській імперії німецько-балтійського походження, професор Дептського університету, член-кореспондент Петербурзької Академії наук (1873), автор понад 130 наукових статей з аналітичної, органічної та неорганічної хімії. Був керівником роботи на здобуття ступеня доктора філософії нобелівського лауреата в галузі хімії Вільгельма Оствальда.

## Біографія
Карл Шмідт народився в Мітаві, (нині Єлгава, Латвія), в той час територія окупована Російською імперією у сім'ї аптекаря. Батько всіляко наполягав та забаганки сина тому, в 1838 році, в Берліні, почав вивчати фармацевтику та кристалографію, а потім аналітичну хімію та медицину. Його викладачі — видатні німецькі анатоми Йоганн Мюллер та хімік Генріх Розе. У 1844 році навчається в Гіссені, де під керівництвом Юстуса Лібіха захистив роботу на здобуття ступеня доктора філософії (PhD). Потім працював і навчався в Геттінгені, в лабораторії Фрідріха Велера, де в 1845 здобув ступінь доктора медицини (MD).
Після навчання у  блискучої плеяди німецьких вчених, Карл Шмідт їде до  Російської імперії. Де в Санкт-Петербурзі здобув кваліфікацію лікаря вищої категорії, він почав працювати в Дерптському університеті, де в 1846 додатково здобув ступінь доктора медицини. З 1850 — екстраординарний професор по кафедрі фармації та директор Фармацевтичного інституту при Дерптському університеті, з 1852 — ординарний професор по кафедрі хімії та завідувач хімічної лабораторії.
Попри широке наукове визнання, Шмідт не зрадив свого стилю роботи. Завжди, якщо в нього не було лекцій, приходив до лабораторії до 8-ї ранку, ніколи не користувався послугами асистентів і працював до 8-ї вечора з двома годинами перерви на обід та обговорення дослідження. Говорив, що його будинок завжди відкритий для студентів, яким він часто допомагав у їхніх дослідженнях.
Помер Карл Шмідт у Дерпті, (Тарту, Естонія) у 1894 році.

## Внесок в науку
Карл Шмідт встановив кристалічні структури багатьох важливих біохімічних речовин: сечової кислоти, щавлевої кислоти та її солей, молочної кислоти, холестерину, стеарину та інших. Досліджував тканини м'язів та хітин. Показав, що клітини тварин та рослин хімічно подібні. Вперше виявив, що сечовина та виноградний цукор є компонентами крові тварин. Вивчив процес спиртового бродіння і виявив бурштинову кислоту, як продукт спиртового бродіння. Визначив хімічні зміни в крові, пов'язані з холерою, дизентерією, діабетом та отруєннями миш'яком.

## Дослідження шлункового соку та метаболізму
Книга «Травні соки та обмін речовин» містить підсумки багаторічної, спільної з фізіологом, професором Дерптського університету Фрідріхом Біддером, роботи. На титульному аркуші книги написано німецькою мовою: «Die Verdauungssaefte und der Stoffwechsel. Eine physiologisch-chemische Untersuchung von Dr. F. Bidder та Dr. C. Schmidt Proffesoren in Dorpat. Mit fünf Tafeln graphischer Darstellungen. Mitau und Leipzig, GA Reyher`s Verlagsbuchhandlungen. 1852».